# Dietrich vam Lohe
Dietrich vam Lohe, auch Dietrich vom Lohe (vor 1529 – um 1583) war ein deutscher Buchbinder und Chronist des 16. Jahrhunderts in Rostock. Er gilt als der anonyme Verfasser der Rostocker Chronik von 1529 bis 1583. Über vam Lohe selbst ist sehr wenig bekannt, persönliche Ereignisse spielten in der Chronik kaum eine Rolle, und darüber hinaus sind sie nur sehr selten auch als diese erkennbar. Man kann davon ausgehen, dass um das Jahr, mit dem die Chronik endet, auch vam Lohe starb.

## Die Rostocker Chronik von 1529 bis 1583
Auf den Verfasser dieser Chronik kam erst zu Beginn des 20. Jahrhunderts der wichtige Rostocker Chronistenforscher und Stadtarchivar Ernst Dragendorff, indem er auf der Grundlage früherer Forschungen die existierenden Handschriften verglich. Problematisch war dabei, eine Handschrift zu finden, die als möglichst authentisch angesehen werden kann, denn Handschriften wurden kopiert und so auch bewusst und unbewusst verändert.
Als zuverlässig kann aber hier die Bouchholtzsche Handschrift angesehen werden, benannt nach Ernst Friedrich Bouchholtz, in dessen Besitz sie im 18. Jahrhundert war. Sie besteht aus zehn historisch-chronistischen Texten dreier anonymer Autoren. Der Siebente von ihnen ist die in Niederdeutsch verfasste Rostocker Chronik. Besonders interessant ist, dass am Rand dieser Handschrift Bemerkungen von einem anderen Schreiber zu finden sind. Dragendorff fand eine ebenfalls anonyme hochdeutsche Chronik des gleichen Schreibers, welche direkt an die vam Lohesche anschließt. Darin befinden sich außerdem hochdeutsche Bearbeitungen des vam Loheschen Textes. In dieser erwähnt der Autor, dass seine Frau Margaretha Schmiedes auf einer Hochzeit krank geworden war und wenig später starb. Im Stadtbuch fand Dragendorff, dass sie verheiratet war mit einem Vicke Schorler. Nun wusste Dragendorff also, wer der Verfasser der Randnotizen war und wer die Chronik von 1584 bis 1625 verfasst hatte.
1931 lieferte Dragendorff die erste vollständige Transkription der Rostocker Chronik des Dietrich vam Lohe in den Beiträgen zur Geschichte der Stadt Rostock.